# Adham Khan

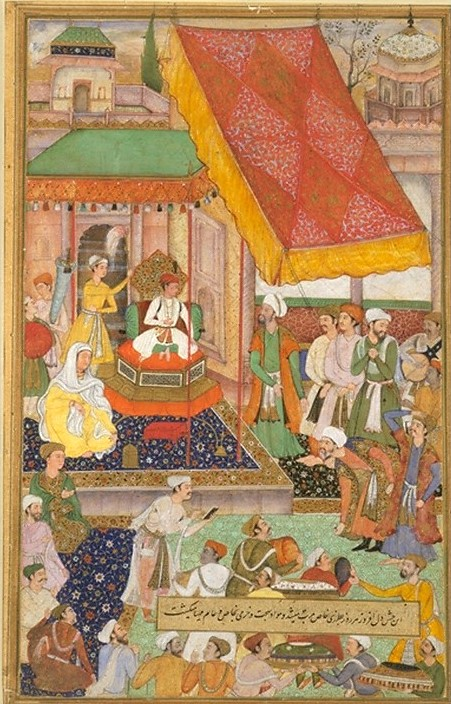
Mariage d'Adham Khan

Adham Khan était un général d'Akbar. Fils de Maham Anga, il est devenu le frère adoptif d'Akbar. Après le renvoi de Bairam Khan, il a été nommé comme général et envoyé à Malwa, pour le capturer Ataga Khan, général favori d'Akbar fut assassiné par lui. Ainsi Adham Khan fut jeté deux fois de suite des remparts de la forteresse d'Agra. Cette mort soudaine d'Adham khan rendit sa mère mentalement déficiente.